# عن الأمثال
عن الأمثال (بالألمانية: Von den Gleichnissen) قصة قصيرة ألمانية من تأليف الكاتب التشيكي فرانز كافكا، كتبها في فترة من الزمن بين شهري أكتوبر وديسمبر من العام 1922. لم تنشر القصة خلال فترة حياة كافكا، وظهرت للمرة الأولى في عام 1931 بعد وفاته بسبع سنين في مجموعة من قصصه تحت عنوان «سور الصين العظيم» (Von den Gleichnissen) قام بتجميعها صديقه ماكس برود ونشرها في برلين. ظهرت الترجمة الإنجليزية الأولى للقصة في لندن في عام 1933.

## القصة
القصة تناقش حول موضوع الأمثال، وإما إذا كانت ذات فائدة أم مجرد تراث شعبي ينتقل من جيل إلى آخر. الراوي يذكر أن الأمثال ليست بالضرورة مفيدة، فهي موجودة منذ سنين عديدة إلا أن البشر لا يزالون يتعاملون مع الصعوبات ذاتها على الرغم من «حكمتها». تنتهي القصة بالقول بأن هذا النص نفسه من الممكن فهمه على أنه مثل.
الجدير بالذكر أن مذكرات كافكا وجد بها العديد من الأمثلة والملاحظات حول الحياة اليومية.

## وصلات خارجية
- عن الأمثال، على الفهرس العالمي.